# Торре-Биссара
Торре Биссара (итал. Torre Bissara) — башня на площади Пьяцца деи Синьори в Виченце, Италия.

## История
Башня Биссара — гражданская башня с видом на площадь Пьяцца деи Синьори, рядом со знаменитой базиликой Палладиана. Высота здания составляет 82 метра, что делает его одним из самых высоких зданий в Виченце.
Самые ранние записи датируются 1174 годом, когда башня была построена по приказу семьи Биссари рядом с их палаццо. Между 1211 и 1229 годами муниципалитет Виченцы выкупил и дворец, и башню. Башня не пострадала во время страшного землетрясения 25 января 1347 года. В середине пятнадцатого века она была достроена до нынешней высоты. Внутрь были помещены мощи святых и пять колоколов. На протяжении столетий было проведено множество мероприятий для поддержания устойчивости и внешнего облика башни.
История города запечатлена в его камнях: на вершине находится статуя богини Афины римской эпохи; почти на самом верху — мраморный барельеф льва Святого Марка, символа Венецианской республики; у основания — триумфальная арка с военными мемориальными табличками.
18 марта 1945 года башня вместе с базиликой Палладио пострадали от англо-американской бомбардировки. Верхушка башни загорелась, и купол рухнул на землю: башня была разрушена. Колокола также упали, разрушив мостовую площади. Как и базилика, в последующие годы башня была перестроена, не без споров относительно её формы, частично отличающейся от первоначальной. Не все колокола вернулись на место, как и шар, указывающий фазы Луны (который был помещен под часы).
В 2002 году было одобрено радикальное восстановление башни. Работы были направлены на решение двух проблем: во-первых, проседания фундамента (постоянная проблема в Виченце, учитывая обилие воды в грунте), во-вторых, на восстановление внешних поверхностей, украшений и декора. Циферблат был окрашен в изначальный кобальтово-синий цвет, сфера фаз Луны (благодаря пожертвованию известного ювелира) была перемещена на изначальное место.
Особенностью колокольного боя башни является, помимо обычного отбивания часов и получасов, также и особая мелодия, сочиненная маэстро Вальтинони (восстановлена в ходе реставрации в 2005 году), которая исполняется за семь минут до полудня и за семь минут до шести вечера. Самый большой колокол в тональности ми был создан в 1663 году литейщиком Кристофером Мурари.

## Галерея

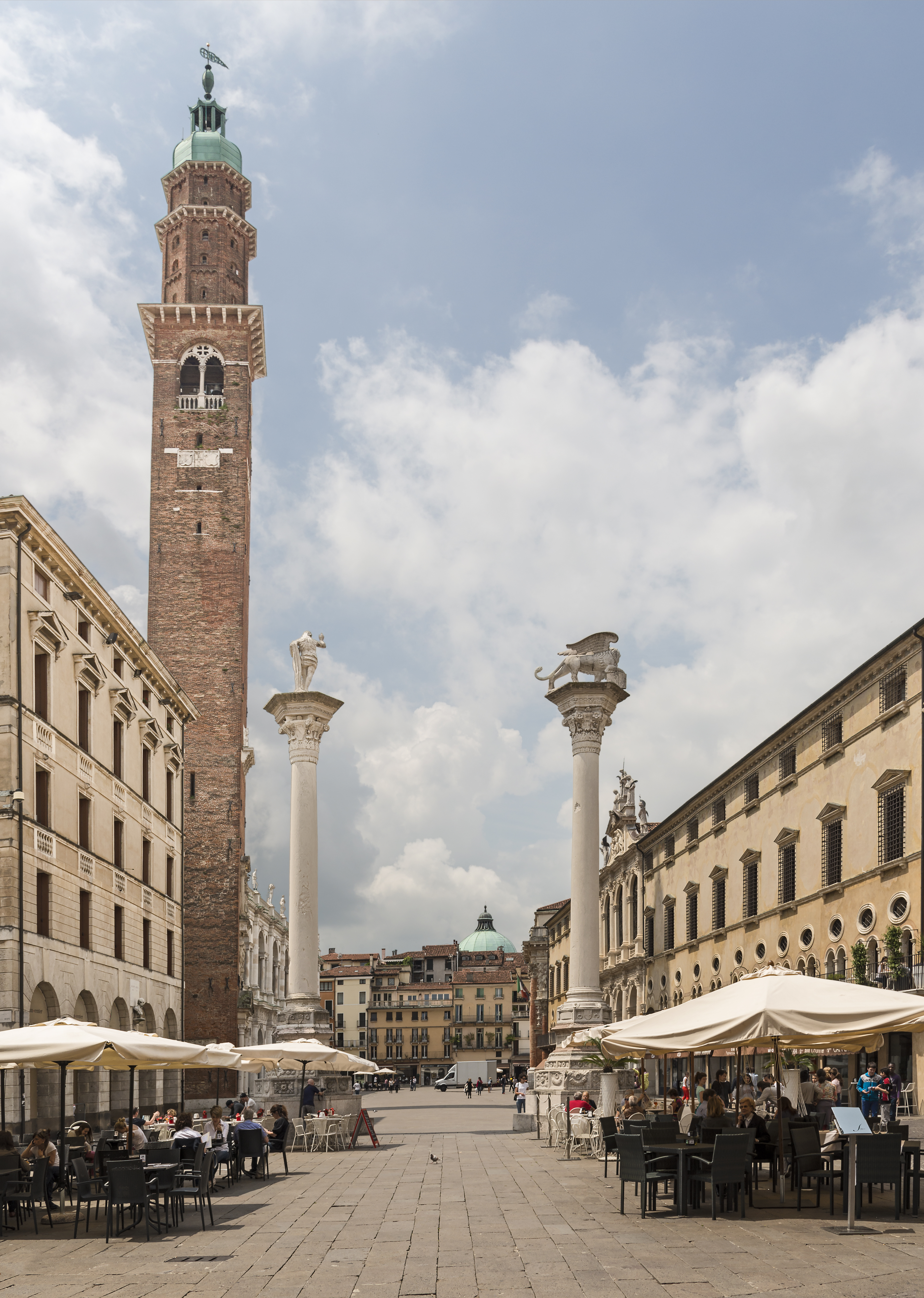
Торре Биссара на площади Пьяцца дей Синьори
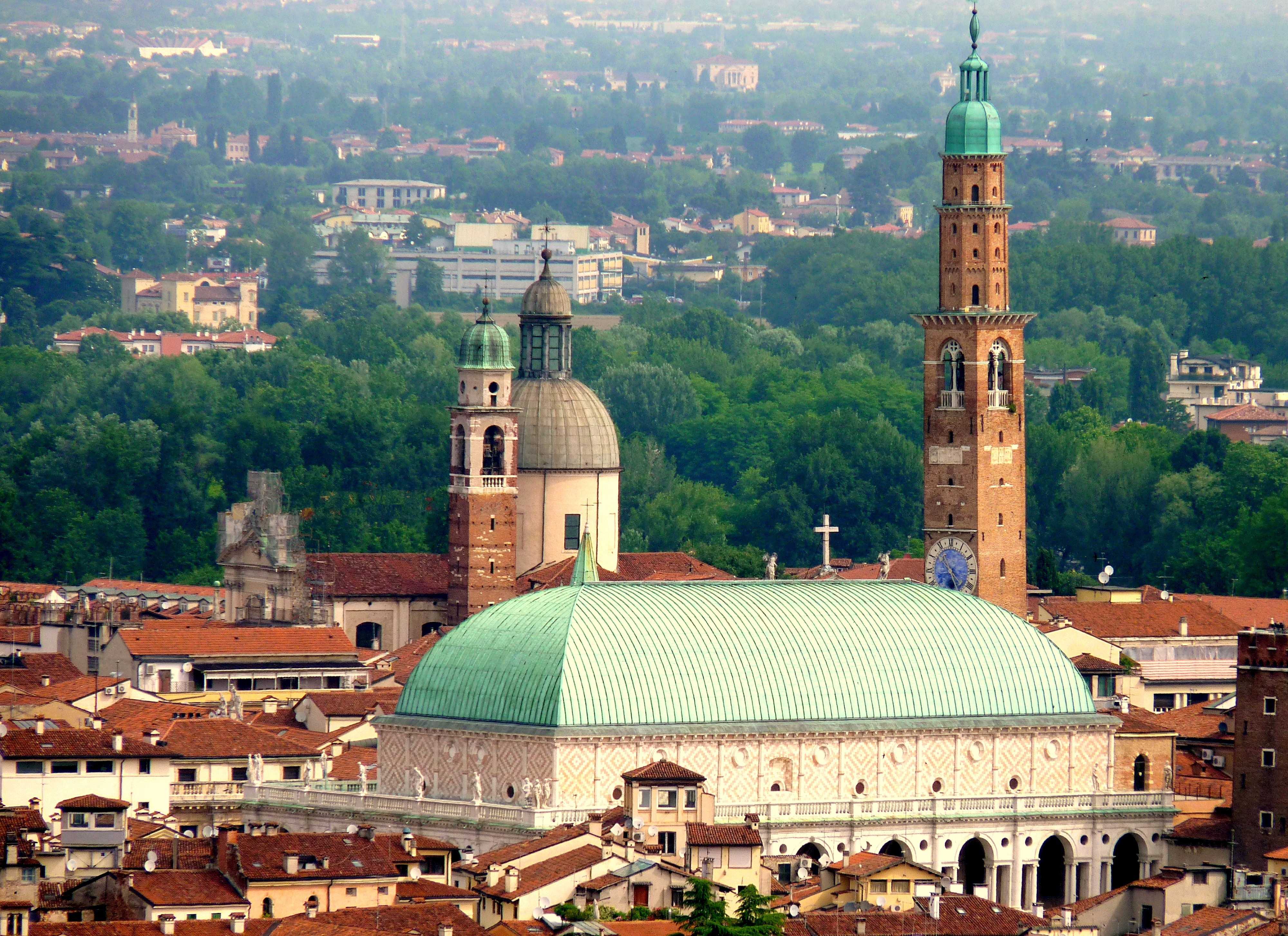
Панорама Монте Берико
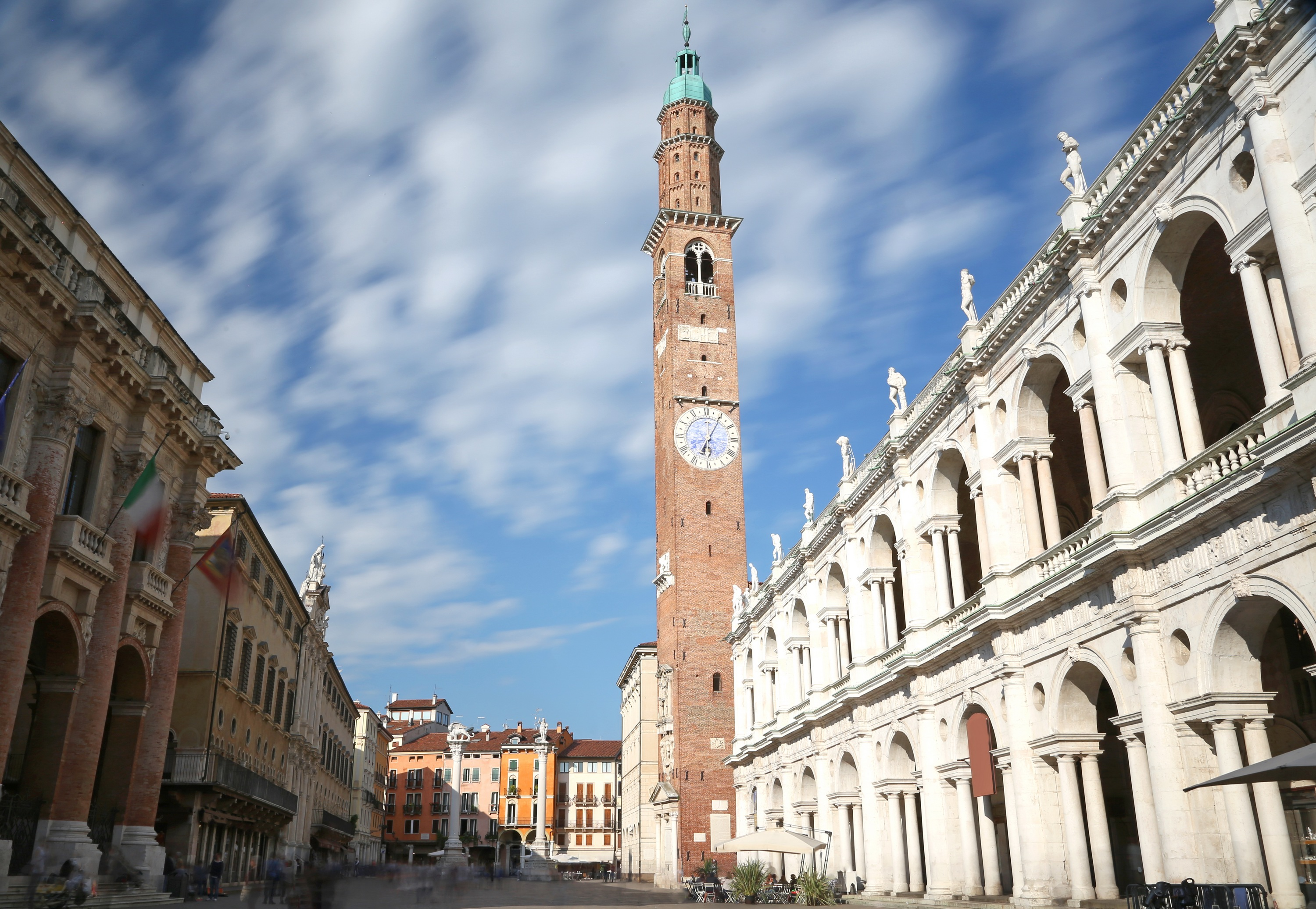
Базилика Палладиана в Виченце, Италия, площадь Синьори и дворец Лоджия дель Капитаниато
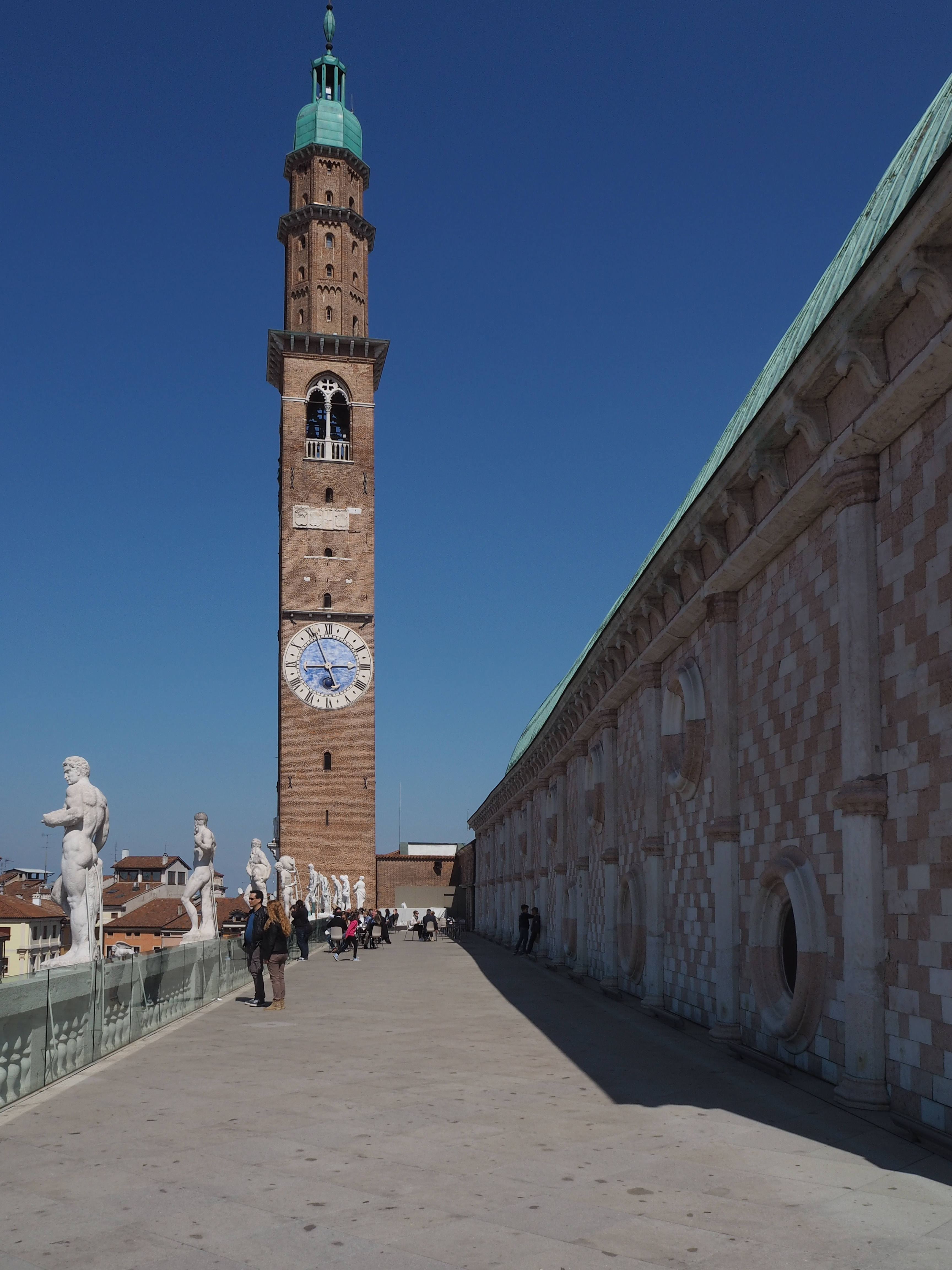